# Classe Sun
La classe Sun est une classe de six navires de croisière commandée par la Princess Cruises.
Les quatre premiers furent réalisés aux chantiers italiens Fincantieri de Trieste.
Les deux derniers, furent réalisés par les Chantiers de l'Atlantique à Saint-Nazaire. Ils sont les seuls à être de type Panamax, adaptés au passage des écluses du canal de Panama.

## Les unités de la classe
- Sun Princess - mis en service en  1995.
- Dawn Princess - mis en service en  1997.
- Sea Princess - mis en service en 1998.
- Oceana (pour la P & O Cruises) - mis en service en 2000.
- Coral Princess - mis en service en 2002.
- Island Princess - mis en service en 2003.

## Construction
- Note : l’Oceana (prévu initialement sous le nom d’Oceana Princess pour la Princess Cruises) est un modèle évolué du design original. Un onzième pont-passager a été ouvert pour accroître la capacité minimale de passagers à 2 016.